# Konstrukcja półskorupowa

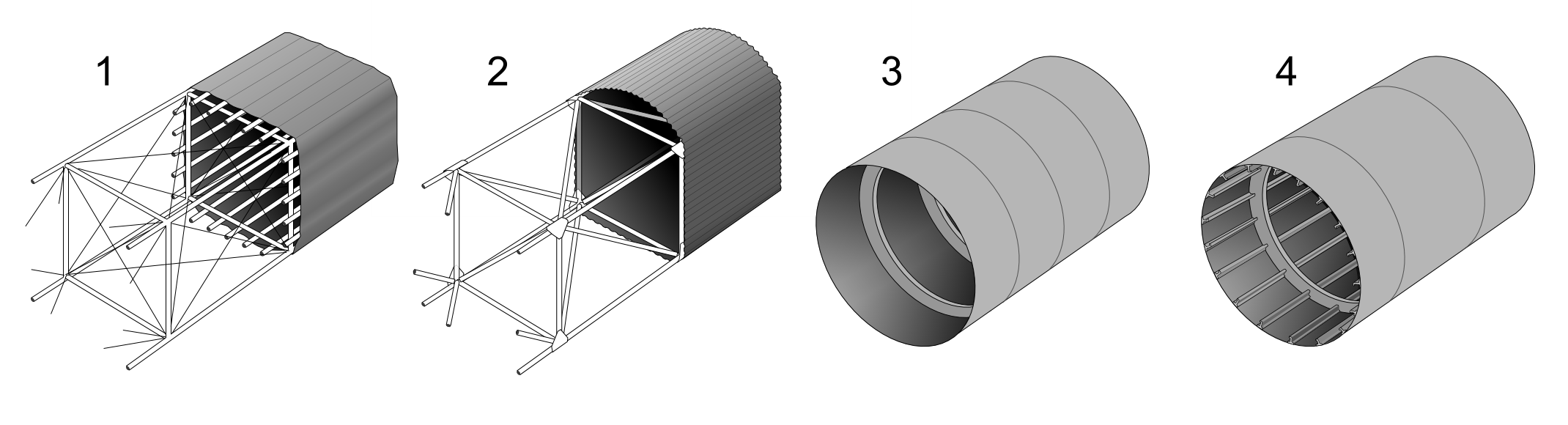
Cztery typy kadłubów lotniczych
1. Konstrukcja kratownicowa kryta płótnem
2. Konstrukcja kratownicowa kryta blachą falistą
3. Konstrukcja skorupowa
4. Konstrukcja półskorupowa

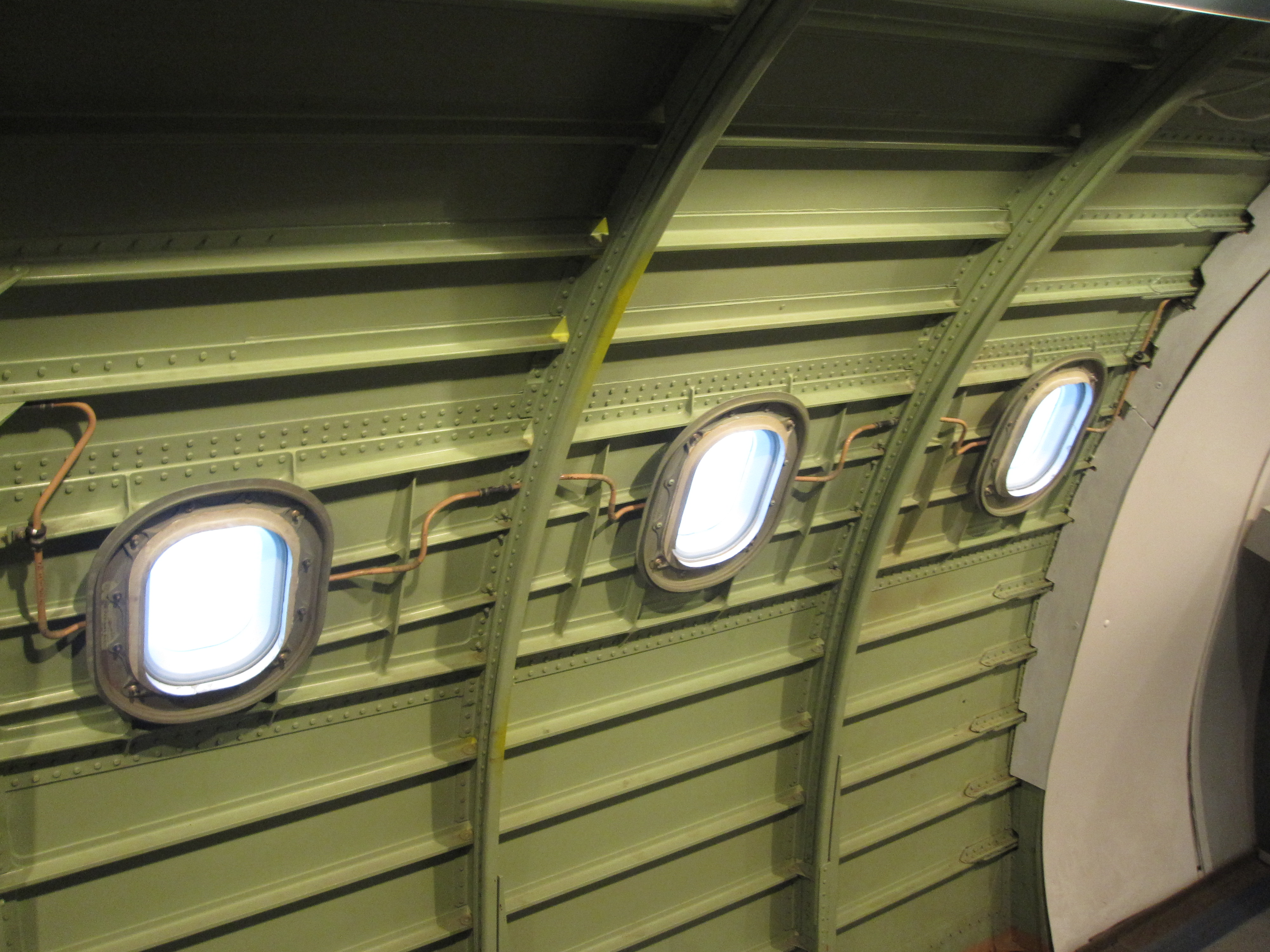
Pracujące, półskorupowe poszycie samolotu Concorde – blacha wzmocniona podłużnicami i wręgami

Konstrukcja półskorupowa, kadłub półskorupowy – typ konstrukcji lotniczej, okrętowej lub samochodowej, w którym całe pokrycie (lub jego część) kadłuba (nadwozia) jest pracujące i przenosi część naprężeń konstrukcji. Poszycie takie jest wzmocnione od wewnątrz wręgami i/lub podłużnicami.
Konstrukcja półskorupowa w linii rozwoju konstrukcji znajduje się pomiędzy konstrukcją ramową z niepracującym pokryciem kadłuba (na przykład pierwsze samoloty o drewnianej ramie i kryte płótnem), a konstrukcją (kadłubem) skorupową, w którym poszycie kadłuba jest samonośne i nie potrzebuje wewnętrznych wzmocnień.  Większość współczesnych konstrukcji lotniczych ma konstrukcję półskorupową.
Konstrukcje lotnicze projektowane są jako fail-safe. Uszkodzenie poszycia nie powinno rozprzestrzenić się poza obręb prostokąta ograniczonego sąsiadującymi ze sobą wręgami i podłużnicami. Umożliwia to względnie łagodną dekompresję, bez rozerwania kadłuba. System ten zawiódł w przypadku lotu Aloha Airlines 243, kiedy oderwał się znaczny fragment górnej części kadłuba.